# Cantón de Châtillon-en-Diois
El cantón de Châtillon-en-Diois era una división administrativa francesa, que estaba situada en el departamento de Drôme y la región de Ródano-Alpes.

## Composición
El cantón estaba formado por siete comunas:
- Boulc
- Châtillon-en-Diois
- Glandage
- Lus-la-Croix-Haute
- Menglon
- Saint-Roman
- Treschenu-Creyers

## Supresión del cantón de Châtillon-en-Diois
En aplicación del Decreto nº 2014-191 de 20 de febrero de 2014, el cantón de Châtillon-en-Diois fue suprimido el 22 de marzo de 2015 y sus 7 comunas pasaron a formar parte del nuevo cantón de Le Diois.